# Арбер, Сильвия
Сильвия Арбер (Silvia Arber; род. 16 октября 1968, Женева) — швейцарский нейробиолог, специалист по нейронным сетям. Доктор, профессор Biozentrum University of Basel и старший групп-лидер Friedrich Miescher Institute for Biomedical Research, член Швейцарской АМН (2004) и иностранный член НАН США (2020).

## Биография
Дочь Вернера Арбера, швейцарского микробиолога и генетика, лауреата Нобелевской премии по медицине.
Изучала биологию в Biozentrum University of Basel (в 1987—1991 гг., окончила его как магистр цитологии), где ныне состоит профессором нейробиологии, а докторскую диссертацию подготовила в Friedrich Miescher Institute for Biomedical Research (получила степень в 1995 году), где ныне также старший групп-лидер. В 1989 году практиковалась в лаборатории Сиднея Бреннера в Кембридже (Англия). По Human Frontier Science Program занималась в лаборатории Томаса Джессела в Колумбийском университете в Нью-Йорке. С 2000 года в Базельском университете: первоначально ассистент-профессор, с 2004 года ассоциированный профессор, с 2008 года полный профессор.
Член Европейской академии (2014) и EMBO (2005), а также Американской ассоциации содействия развитию науки (2015).
С 2017 года член AcademiaNet.
Член редколлегий Current Opinion in Neurobiology (с 2005), Neural Development (с 2006), Trends in Neurosciences (с 2012), Cell (с 2014), Neuron (с 2016).
Автор публикаций в журналах Nature, Cell, Neuron.

## Награды и отличия
- Pfizer Research Prize (1998)
- EMBO Young Investigator award (2000)
- Nationaler Latsis-Preis[нем.] (2003)
- Schellenberg Prize, International Foundations for Research in Paraplegia (2005)
- Friedrich Miescher Prize (2008)
- ERC Advanced Investigator Grant (2010, 2016)
- Otto Naegli Prize[нем.] (2014)[5]
- City of Basel Science Award (2014)[6]
- Louis-Jeantet Prize for Medicine[англ.] (2017)
- Novartis VIVA Leading Scientists Award (2017)
- Pradel Research Award[нем.] НАН США (2018)[7]
- W. Alden Spencer Award[англ.] (2018)[8]
- Международная премия Фонда Фисэна[англ.] (2018)
- Prix Charles-Léopold Mayer[нем.] (2019)
- Physiological Society Annual Review Prize Lecture[англ.] (2019)
- Brain Prize (2022)